# Municipio de Osceola (condado de Franklin)
El municipio de Osceola (en inglés: Osceola Township) es un municipio ubicado en el condado de Franklin en el estado estadounidense de Iowa. En el año 2010 tenía una población de 268 habitantes y una densidad poblacional de 2,88 personas por km².

## Geografía
El municipio de Osceola se encuentra ubicado en las coordenadas 42°35′39″N 93°4′37″O / 42.59417, -93.07694. Según la Oficina del Censo de los Estados Unidos, el municipio tiene una superficie total de 92.91 km², de la cual 92,8 km² corresponden a tierra firme y (0,11 %) 0,11 km² es agua.

## Demografía
Según el censo de 2010, había 268 personas residiendo en el municipio de Osceola. La densidad de población era de 2,88 hab./km². De los 268 habitantes, el municipio de Osceola estaba compuesto por el 99,25 % blancos, el 0,37 % eran afroamericanos, el 0,37 % eran asiáticos. Del total de la población el 0,37 % eran hispanos o latinos de cualquier raza.